# メリーデ
メリーデ（Melide）は、スペイン・ガリシア州ア・コルーニャ県のムニシピオ（基礎自治体）。コマルカ・ダ・テーラ・デ・メリーデに属し、同コマルカの中心自治体である。ガリシア統計局によると、2013年の人口は7,313人（2011年：7,824人、2010年：7,838人、2009年:7,874人、2007年：7,916人、2006年:7,931人、2005年:7.866人、2004年:7.809人、2003年:8.345人）。住民呼称はmelidán/-dá。カスティーリャ語表記はMellid（メジッド）。
ガリシア語話者の自治体人口に占める割合は98.30％（2001年）。 

## 地理
メリーデはア・コルーニャ県の東南部に位置し、コマルカ・ダ・テーラ・デ・メリーデに属する。北はボイモルト、ソブラードと、東はトケス、パラス・デ・レイ（ルーゴ県）と、南はサンティソと、西はアルスーアの各自治体と隣接する。自治体中心地区はメリーデ教区のメリーデ地区。
メリーデはアルスーア司法管轄区に属す。

### 人口
住民は26の教区の189の地区（集落）に居住する。
| メリーデの人口推移 1900－2010                           |
|                                                         |
| 出典:INE（スペイン国立統計局）1900年 - 1991年、1996年 - |

## 政治
自治体首長はガリシア国民党（PPdeG）のマリーア・アンシェレス・バスケス・メフート（María Ánxeles Vázquez Mejuto）。自治体評議員はガリシア国民党：8、ガリシア民族主義ブロック（BNG）：4、ガリシア社会党（PSdeG-PSOE）：1となっている（2011年5月22日の自治体選挙結果、得票順）。
| 1999年6月13日自治体選挙 |        |        |          |
| 政党                    | 得票数 | 得票率 | 獲得議席 |
| PPdeG                   | 3,034  | 59.20% | 9        |
| BNG                     | 894    | 17.44% | 2        |
| DG                      | 858    | 16.74% | 2        |
| PSdeG-PSOE              | 293    | 5.72%  | 0        |

| 2003年5月25日自治体選挙 |        |        |          |
| 政党                    | 得票数 | 得票率 | 獲得議席 |
| PPdeG                   | 2,758  | 53.51% | 7        |
| BNG                     | 1,428  | 27.71% | 4        |
| PSdeG-PSOE              | 913    | 17.71% | 2        |

| 2007年5月27日自治体選挙 |        |        |          |
| 政党                    | 得票数 | 得票率 | 獲得議席 |
| PPdeG                   | 2,443  | 45.66% | 6        |
| BNG                     | 2,158  | 40.34% | 6        |
| PSdeG-PSOE              | 499    | 9.33%  | 1        |
| CIDEGA                  | 213    | 3.98%  | 0        |

| 2011年5月22日自治体選挙 |        |        |          |
| 政党                    | 得票数 | 得票率 | 獲得議席 |
| PPdeG                   | 2,755  | 55.13% | 8        |
| BNG                     | 1,615  | 32.32% | 4        |
| PSdeG-PSOE              | 545    | 10.91% | 1        |

## 歴史的建造物

### 教会
- メリーデ教区: 
  - サン・ローケ礼拝堂
  - サンタ・マリーア・デ・メリーデ教会 - 12世紀末の建造。
  - サン・ペドロ・デ・メリーデ教会 - 教区教会、旧フランシスコ会修道院。
- ビティリス教区: 
  - サン・ビセンテ・デ・ビティリス教会 - 13世紀末の建造。
- フレーロス教区: 
  - サン・ショアン・デ・フレーロス教会 - 12世紀末の建造、フランス巡礼路の道のわきにある。

### クルセイロ
- クルセイロ・デ・メリーデ - ゴシック様式のクルセイロ、14世紀のもの、カステラオによると、ガリシア最古のクルセイロ。

### 橋
- フレーロスの中世の橋 - カリクストゥス写本の中で言及されている。

## 教区
メリーデは26の教区に分けられている。太字は自治体中心地区のある教区。
- アベアンコス（サン・サルバドール）
- オス・アンシェレス（サンタ・マリーア）
- バルタール（サンティアーゴ）
- オ・バレイロ（サン・マメーデ）
- カンポス（サンタ・マリーア）
- カストロ（サン・トメ）
- フォジャデーラ（サン・ペドロ）
- フレーロス（サン・ショアン）
- ゴラン（サン・ショアン）
- ゴンドジン（サン・マルティーニョ）
- グローバス（サンタ・マリーア）
- オ・レボレイロ（サンタ・マリーア）
- マセーダ（サン・ペドロ）
- オ・メイレ（サン・ペドロ）
- メリーデ（サン・ペドロ）
- モルデス（サン・マルティーニョ）
- オロイス（サンタ・クリスティーナ）
- ペドロウソス（サンタ・マリーニャ）
- サン・シブラオ（サン・ショアン）
- サン・コスメ・デ・アベアンコス（サン・コスメ）
- サンタ・マリーア・デ・メリーデ（サンタ・マリーア）
- サンタージャ・デ・アグロン（サンタージャ）
- アス・バレーラス（サン・マルティーニョ）
- ビティリス（サン・ビセンテ）
- シュビアル（サンティアーゴ）
- サス・デ・レイ（サン・シアーオ）

## ギャラリー

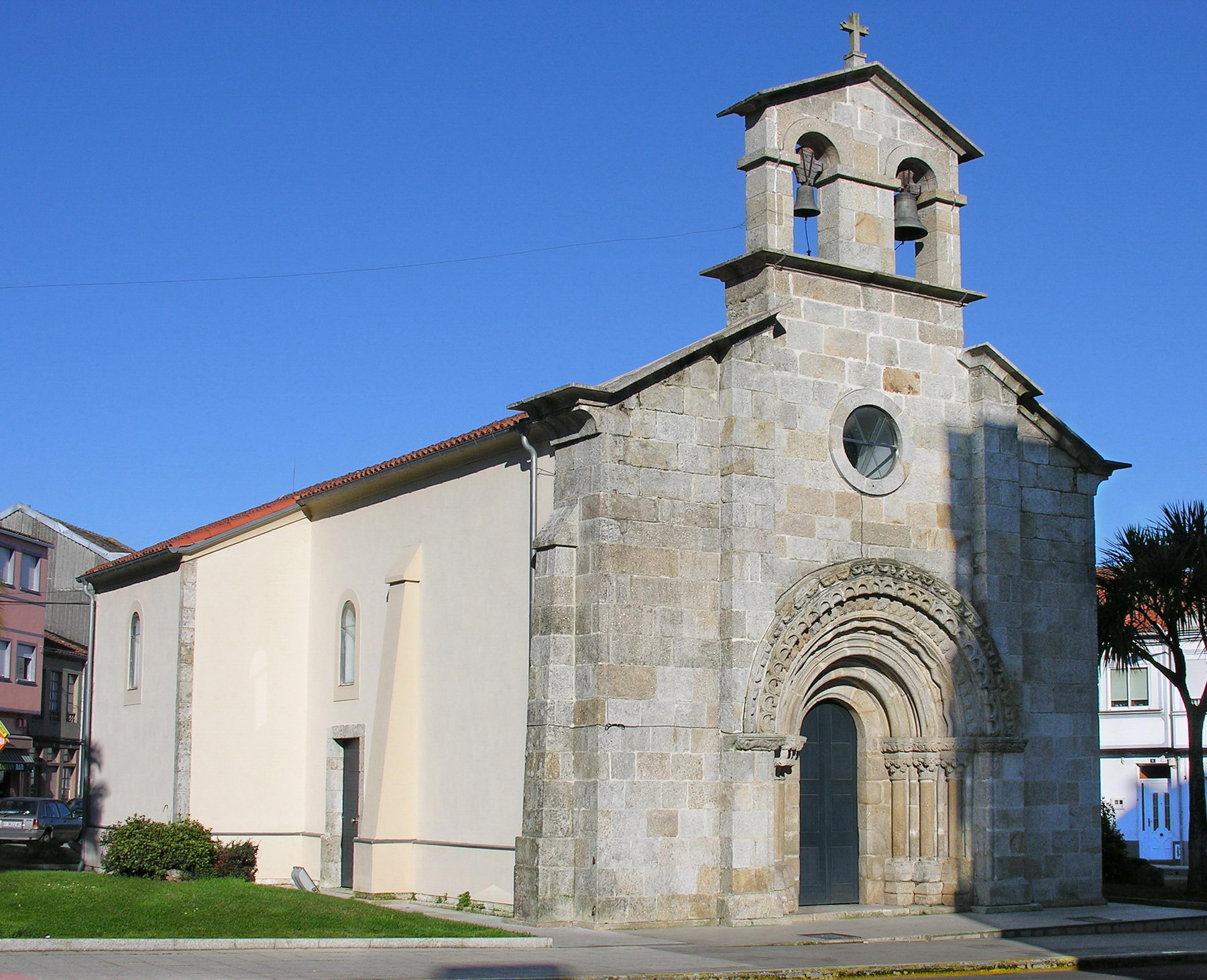
サンタ・マリーア・デ・メリーデ教会
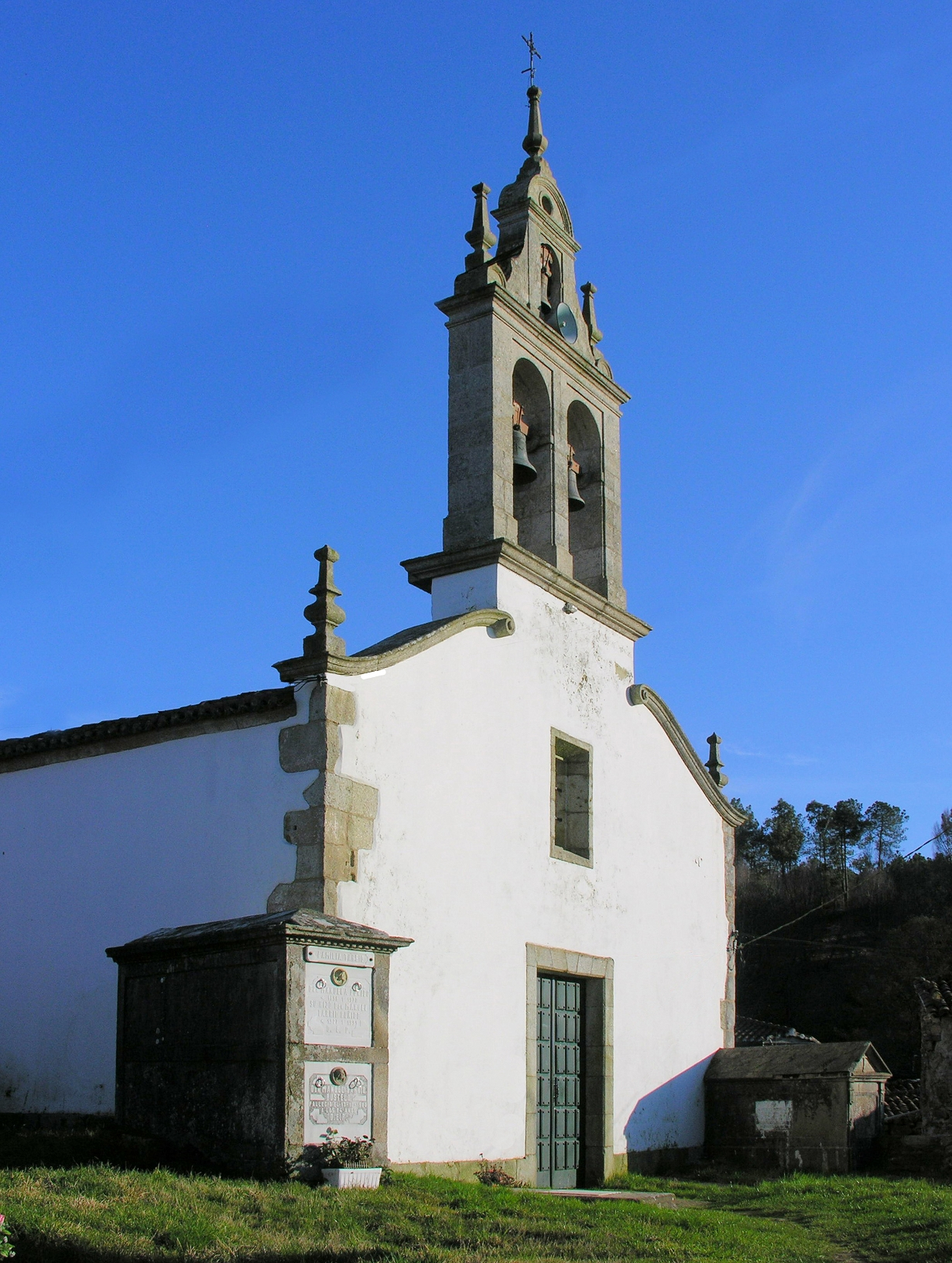
フレーロス教区の教区教会
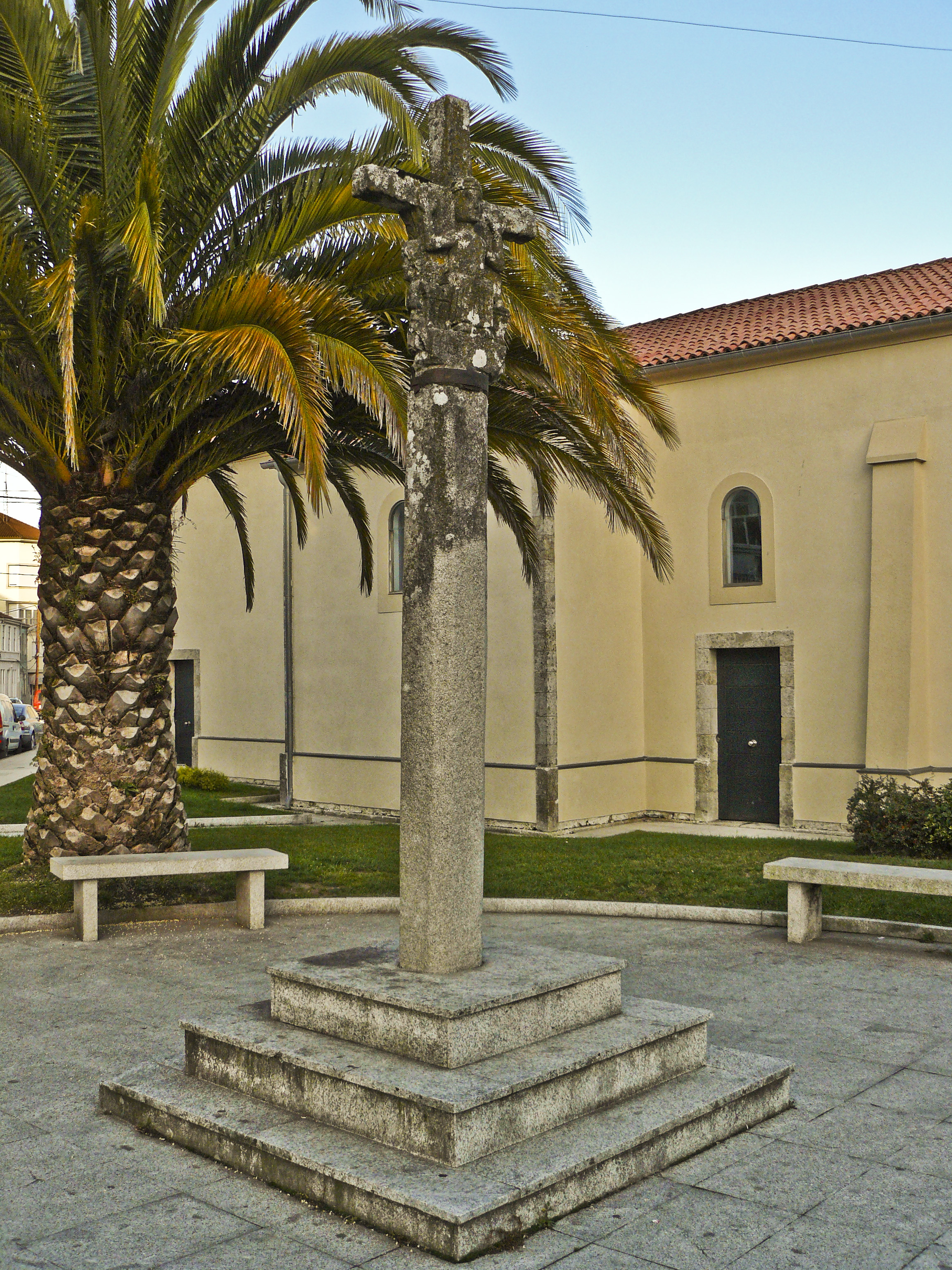
クルセイロ